# Drottning Sophias förening till understödjande av härens och flottans sjukvård

Miniatyr av tecken för drottning Sofias förening för understödjande av härens sjukvård.

Drottning Sophias förening till understödjande av härens och flottans sjukvård var en frivillig försvarsorganisation för kvinnor. Föreningen bildades 1900 på initiativ av Drottning Sophia. Föreningen utgjorde tillsammans med Röda Korset den frivilliga sjukvården som var krigsmaktens förlängda arm i sjukvårdsangelägenheter. Föreningen samlade in sjukvårdsmaterial och utbildade sjuksköterskor som i krigstid skulle ställa sig till den militära sjukvårdens förfogande. Under första världskriget hade organisationen 8 000 medlemmar. 1915 slogs Drottning Sophias förening till understödjande av härens och flottans sjukvård samman med Svenska Röda Korset.